# Alantoína
La alantoína, también llamada 5-ureidohidantoína y glioxildiureída es un compuesto químico con la fórmula C4H6N4O3; producto final del metabolismo de las purinas pirimidinas. La palabra alantoína es un neologismo, compuesto por el vocablo griego «ἀλλᾶ-ς/-ντος» —allântos— ‘salchicha’ y el sufijo «-ina», ‘sustancia’ en química. El nombre le fue dado en el siglo XIX por el químico francés Louis Nicolas Vauquelin, quien creyó, erróneamente, que la sustancia estaba presente en el líquido amniótico de algunos mamíferos. Posteriormente se descubrió que se encontraba en la membrana extraembrionaria de reptiles, aves y mamíferos, a su vez llamada alantoides. 

## Introducción
Es una sustancia nitrogenada de una serie compleja que contiene dos moléculas de urea, o alguno de sus radicales, como el ácido úrico. Se encuentra en algunas plantas y en la orina de algunos mamíferos. Aunque la alantoína es un intermediario metabólico importante en la mayoría de los organismos, su procesamiento metabólico difiere de un animal a otro, por ejemplo, en los primates el producto final de degradación de las purinas es el ácido úrico, o urato sódico, mientras que en el resto de los mamíferos se excreta tal cual como alantoína, mediante la oxidación del urato sódico; los anfibios y la mayoría de los peces, oxidan la alantoína a urea y glioxilato, y algunos invertebrados marinos lo hacen hasta NH
4 y CO
2.
Es un polvo cristalino e incoloro, soluble en alcohol, piridina y soluciones de NaOH. Es utilizado ampliamente en productos cosméticos y artículos de tocador, así como en la industria farmacéutica. 

## Propiedades
La alantoína es un cicatrizante natural. Se caracteriza por acelerar el proceso de desprendimiento de las células muertas o envejecidas de la piel y reemplazarlas por células nuevas.  Promueve y acelera los procesos de cicatrización natural, es decir, "ayuda a la piel a auxiliarse a sí misma. También se ha mencionado que es un proliferante celular y estimulante de la epitelización y un debridador químico, esto significa que ayuda a limpiar y a deshacerse del tejido necrótico, acelerando el crecimiento del tejido sano".
En el siglo XVI, el médico español Andrés Laguna dijo de la planta consuelda que “muestra una fuerza grande en soldar los divorcios de cualesquiera partes o miembros […]” Lo cierto es que a inicios del siglo XXI, se encontró alantoína en la raíz de la consuelda (Symphytum officinale), lo que explicaría su gran poder cicatrizante. Actualmente el extracto de ésta planta se encuentra en la formulación de diversos preparados farmacéuticos.

## Aplicaciones
En la actualidad, también se sintetiza artificialmente. Sus propiedades son idénticas al natural; es seguro, no tóxico y compatible con materias primas cosméticas. Se presenta con frecuencia en la crema dental, enjuague bucal y otros productos de higiene oral; en champús, barras de labios, productos anti-acné,  productos de protección solar, lociones para aclarar y otros productos cosméticos y farmacéuticos. Hasta el año 2011, más de 10 000 patentes contenían alantoína como ingrediente. Los fabricantes citan varios efectos beneficiosos no comprobables como activo en cosméticos.
Sin embargo, se ha comprobado que la alantoína es un estimulante de la epitelización de la piel por estímulo de la proliferación celular. Ayuda a eliminar los tejidos necróticos, inviables, sustituyéndolos por tejidos nuevos. Otra de sus acciones es actuar como anti-irritante, protegiendo la piel de la acción de sustancias ácidas o alcalinas, jabones o aceites. La Food and Drug Administración de los Estados Unidos, aprueba la utilización de la alantoína en diversas indicaciones para el mantenimiento del buen estado de la piel. En cosmética es muy común la formulación de alantoína con urea en emulsiones hidratantes y epitelizantes.